# Camden (New Jersey)
Camden è una città degli Stati Uniti d'America, capoluogo della contea omonima nello Stato del New Jersey. Si estende su una superficie di 26,9 km² e nel 2007 contava 78 675 abitanti (3 497,9 per km²). Si trova sulle rive del fiume Delaware, sulla sponda opposta a quella di Filadelfia. Negli Stati Uniti Camden è conosciuta soprattutto per i suoi problemi legati alla criminalità, alla povertà e alla corruzione. La città possiede anche alcune attività produttive e industrie.

## Storia

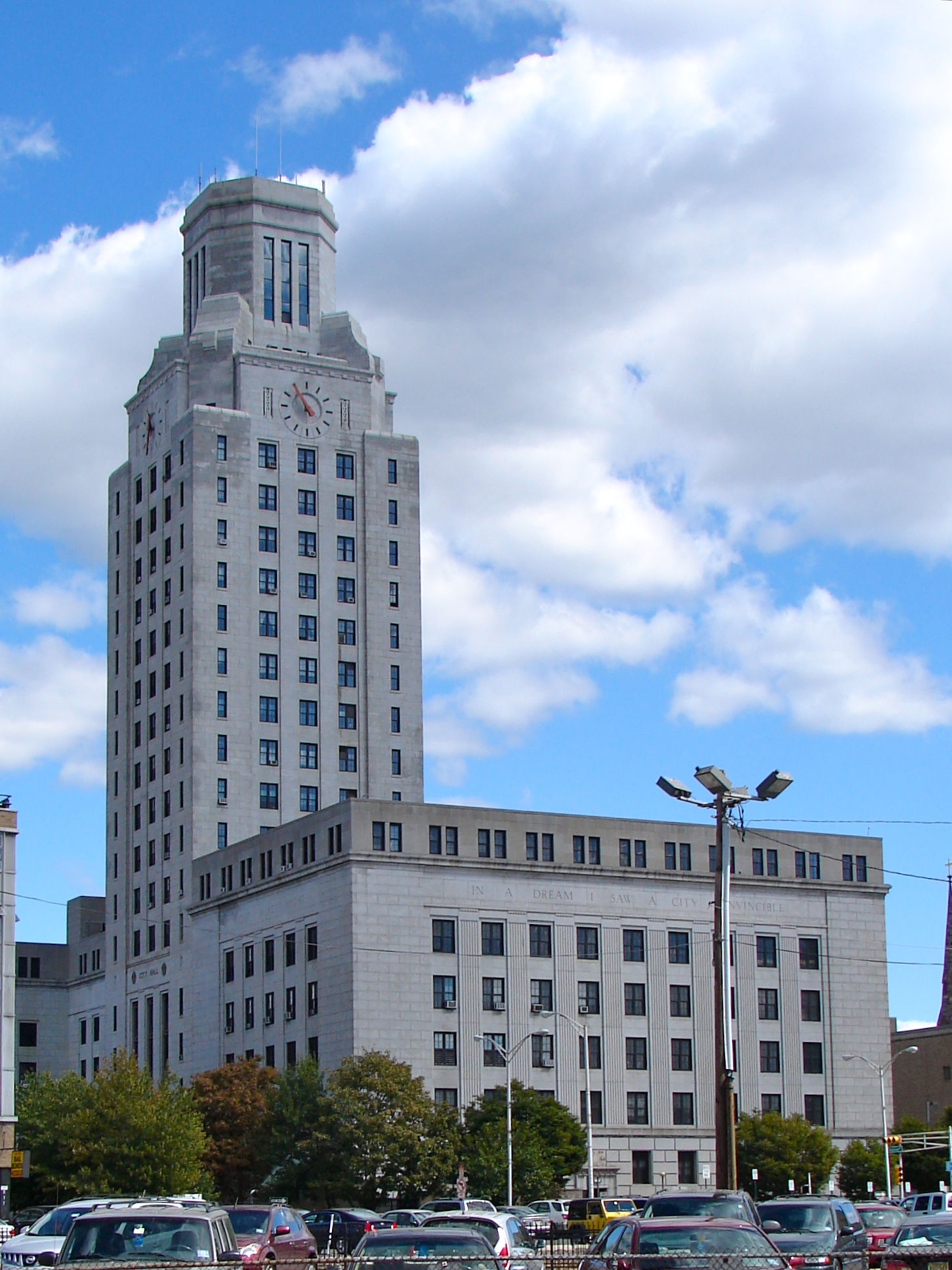
Il municipio di Camden

Il primo insediamento europeo della zona, il Fort Nassau, venne costruito dagli olandesi nel 1622, per conto della Compagnia Olandese delle Indie Occidentali. Presso le rive del Delaware intanto incominciavano a sorgere le colonie dei Nuovi Paesi Bassi e della Nuova Svezia, in contrasto tra loro per il controllo del commercio sul fiume: in particolare, sulla sponda opposta, veniva costruita in quegli anni Filadelfia e, per consentire il collegamento tra queste due nuove realtà, venne inaugurato un servizio di traghetti.
La storia di Camden iniziò a cambiare agli albori del XIX secolo, quando venne aperta una variante della linea ferroviaria per Jersey City-Filadelfia passante per Camden, ciò contribuì notevolmente alla crescita economica e sociale della città. Da semplice punto d'imbarco per Filadelfia, Camden divenne una città vera e propria, dotata di attività manifatturiere che fecero la fortuna della città. Ma con la crisi del settore manifatturiero e l'abbandono di molti dei suoi residenti, agli albori del XX secolo Camden era una città in crisi, ma nel 1901 venne fondata la casa discografica Victor e due anni prima lungo le sponde del Delaware avevano aperto i battenti i cantieri navali della New York Shipbuilding. Tra le tante navi che vennero qui varate senza dubbio la più celebre fu la USS Indianapolis. Nel suo periodo d'oro, ben 40 000 suoi cittadini lavoravano presso i cantieri della New York Shipbuilding e altri 10 000 presso la RCA.
A partire dagli anni sessanta però, con la perdita di diversi posti di lavoro l'accrescere di tensioni etniche, la città iniziò il suo lungo e inesorabile declino, declino che la città vive ancora oggi. L'attività del cantiere cessò nel 1967 e le installazioni che appartenevano al cantiere sono state integrate nel porto.

## Infrastrutture e trasporti
La città è servita dalla tranvia interurbana denominata linea River.

### Porti
Il porto di Camden si affaccia sul fiume Delaware ed è direttamente collegato con l'oceano Atlantico. È formato da due terminal: il Beckett Street Terminal e il Broadway Terminal. Camden è meta principalmente di navi-cargo.

## Politica
Camden è da sempre una roccaforte del Partito Democratico e l'attuale sindaco è Francisco "Frank" Moran. Anche la politica non è rimasta immune dal degrado e dai malaffari che hanno messo in difficoltà Camden. Tre suoi sindaci sono stati arrestati, l'ultimo dei quali, Milton Milan, condannato a sette anni di prigione: è stato appurato che avesse stretto legami con il crimine organizzato.

## Popolazione
Del 2000 risiedevano in città 79 904 persone. Il 50,34% della popolazione è afro-americana, il 6,84% è bianca, il 2,45% asiatica, lo 0,54% nativo-americana, lo 0,07% oceanica, e il 22,83% è di altre etnie. Il 42,82% della popolazione è di origine ispanica, mentre il 33,85% della popolazione s'identifica come portoricana. Il 52% della popolazione vive in povertà mentre il 32% delle famiglie vive sotto la soglia di povertà, per questi motivi Camden è considerata la città più povera degli Stati Uniti.

## Criminalità

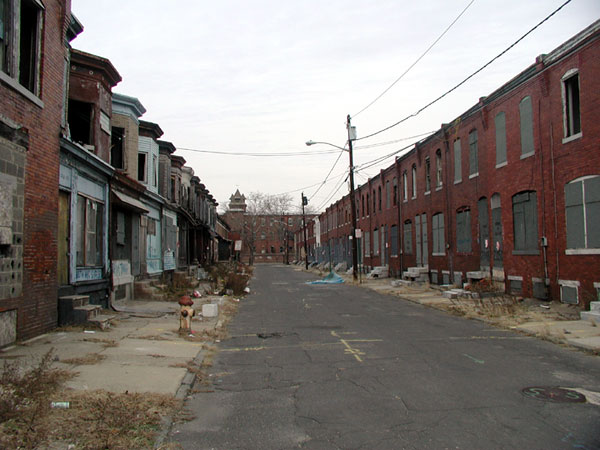
Un quartiere degradato e abbandonato a Camden

Secondo un rapporto dell'FBI, Camden è la città tra i 75 000 e i 100 000 abitanti più pericolosa degli Stati Uniti. Il rapporto in cui vi è questa classifica, aggiornata annualmente in base ad assassinii, furti, stupri, rapine e furti d'auto, ha visto Camden salire al primo posto nel 2004 e nel 2005. A favorire il crimine vi è senza dubbio la grave situazione sociale di Camden dove il 32% delle famiglie vive sotto la soglia di povertà. Per dare un'idea della situazione basti pensare che nel 2004 vi sono stati 50 omicidi, nel 2005 34 e l'anno successivo 40. Morgan Quitno ha posizionato la città tra le più pericolose fin dal 1998 e come più pericolosa nel 2004, nel 2005 e nel 2009.